# سيدي جامع
سيدي جامع، عزبة تابعة لقرية منشأة زعلوك بالوحدة المحلية لقرية شباس الملح، التابعة لمركز دسوق، التابع لمحافظة كفر الشيخ في جمهورية مصر العربية.